# Крекінг-установка у Нінбо
Крекінг-установка у Нінбо — складова частина виробничого майданчика Zhenhai Refining & Chemical Company (дочірня компанія Sinopec), розташованого у провінції Чжецзян (центральна частина східного узбережжя Китаю).
З 1970-х років у Нінбо працював нафтопереробний завод, який в 2010-му доповнили потужною установкою парового крекінгу, здатною продукувати 1 млн тонн етилену на рік. Розрахована на споживання газового бензину, вона також продукує 550 тисяч тонн пропілену та 150 тисяч тонн бутадієну.
Отриманий етилен споживається рядом похідних виробництв, здатних випускати лінійний поліетилен низької щільності (450 тисяч тонн), моноетиленгліколь (650 тисяч тонн) та мономер стирену (620 тисяч тонн). Пропілен необхідний для полімеризації у поліпропілен (300 тисяч тонн), виробництва пропіленгліколю та оксиду пропілену (285 та 100 тисяч тонн відповідно).
Що стосується фракції С4, то окрім бутадієну з неї виділяють 40 тисяч тонн 1-бутену (використовується як кополімер), а ізобутилен спрямовують на виробництво 110 тисяч тонн метилтретинного бутилового етеру (МТВЕ, високооктанова присадка для пального).
В 2018 році ZRCC оголосила про намір невдовзі розпочати будівництво другої піролізної установки потужністю по етилену 1,2 млн тонн.